# Matí
|  | Per a altres significats, vegeu «El Matí». |

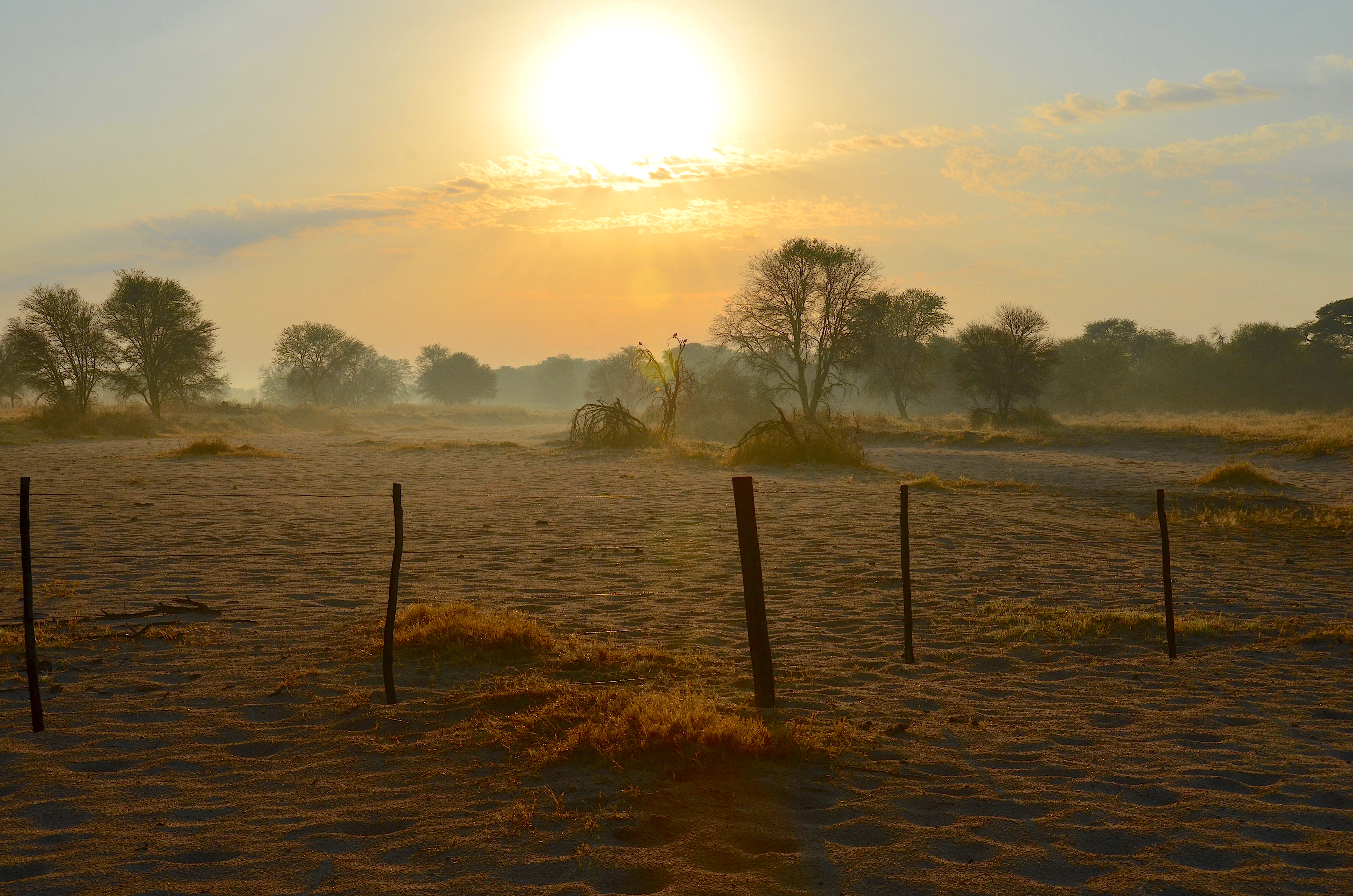

El matí és la primera part del dia, començant a la punta del dia i fins a migdia, moment en què comença la tarda.
Les hores que transcorren entre les zero hores i l'alba es coneixen també com matinada. En aquest sentit, el matí pròpiament dit transcorre entre l'alba i el migdia, on el migdia pot referir-se també a l'hora en què el Sol està més alt, hora que varia al llarg de l'any per fer-ho l'equació de temps. L'àpat típic del matí s'anomena esmorzar o desdejuni. La paraula és una reducció del llatí tempus matutinum.